# O co chodzi?
O co chodzi? – polski program publicystyczny nadawany od października 2007 w TVP Info, prowadzony przez Rafała A. Ziemkiewicza. Emitowany był w niedziele o godzinie 10.00, trwał około 25 minut. We wrześniu 2008 program został zastąpiony przez Antysalon Ziemkiewicza.
Początkowo do studia zapraszani byli dziennikarze z różnych mediów, później zdecydowano się na stały zestaw gości: Stanisław Janecki, Zuzanna Dąbrowska i Dominika Wielowieyska. Po opublikowaniu przez „Wprost” artykułu o kontaktach Jerzego Baczyńskiego, redaktora naczelnego „Polityki”, z „bezpieką”, Wielowieyska zrezygnowała z udziału w programie. Zastąpił ją Aleksander Kaczorowski.